# Daihiniodes
Daihiniodes is een geslacht van rechtvleugeligen uit de familie grottensprinkhanen (Rhaphidophoridae). De wetenschappelijke naam van dit geslacht is voor het eerst geldig gepubliceerd in 1929 door Hebard.

## Soorten
Het geslacht Daihiniodes omvat de volgende soorten:
- Daihiniodes hastifera Rehn, 1902
- Daihiniodes larvale Strohecker, 1947